# Orx
Orx [ɔʁks] est une commune française située dans le département des Landes en région Nouvelle-Aquitaine.
Le gentilé est Orxois.

## Géographie

### Localisation
Commune située dans les Landes de Gascogne avec une superficie de 1 189 ha dont 300 dans la réserve naturelle du « Marais d'Orx ».
Le village a gardé son caractère rural et maintient l'équilibre entre développement agricole, urbanisation et protection de la nature. Malheureusement, l'évolution n'a pu empêcher la fermeture de l'école en 1990, les enfants étant regroupés sur Saubrigues. Mais lors de la rentrée 2010, l'école a rouvert ses portes aux enfants orxois et saubriguais de maternelle.

### Communes limitrophes
Les communes limitrophes sont  Bénesse-Maremne, Labenne, Saint-André-de-Seignanx et Saubrigues.
|         | Bénesse-Maremne         |            |
| Labenne | Orx                     | Saubrigues |
|         | Saint-André-de-Seignanx |            |

### Climat
Pour des articles plus généraux, voir Climat de la Nouvelle-Aquitaine et Climat des Landes.
Historiquement, la commune est exposée à un micro climat océanique basque.  
En 2020, Météo-France publie une typologie des climats de la France métropolitaine dans laquelle la commune est exposée à un climat océanique et est dans la région climatique  Pyrénées atlantiques, caractérisée par une pluviométrie élevée (>1 200 mm/an) en toutes saisons, des hiver très doux (7,5 °C en plaine) et des vents faibles.
Pour la période 1971-2000, la température annuelle moyenne est de 13,8 °C, avec une amplitude thermique annuelle de 13 °C. Le cumul annuel moyen de précipitations est de 1 385 mm, avec 13,4 jours de précipitations en janvier et 8,3 jours en juillet. Pour la période 1991-2020, la température moyenne annuelle observée sur la station météorologique la plus proche, située sur la commune de Saint-Martin-de-Hinx à 8 km à vol d'oiseau, est de 14,2 °C et le cumul annuel moyen de précipitations est de 1 410,1 mm,. Pour l'avenir, les paramètres climatiques de la commune estimés pour 2050 selon différents scénarios d’émission de gaz à effet de serre sont consultables sur un site dédié publié par Météo-France en novembre 2022.

## Urbanisme

### Typologie
Au 1er janvier 2024, Orx est catégorisée commune rurale à habitat dispersé, selon la nouvelle grille communale de densité à sept niveaux définie par l'Insee en 2022.
Elle est située hors unité urbaine. Par ailleurs la commune fait partie de l'aire d'attraction de Bayonne (partie française), dont elle est une commune de la couronne,. Cette aire, qui regroupe 56 communes, est catégorisée dans les aires de 200 000 à moins de 700 000 habitants,.

### Occupation des sols

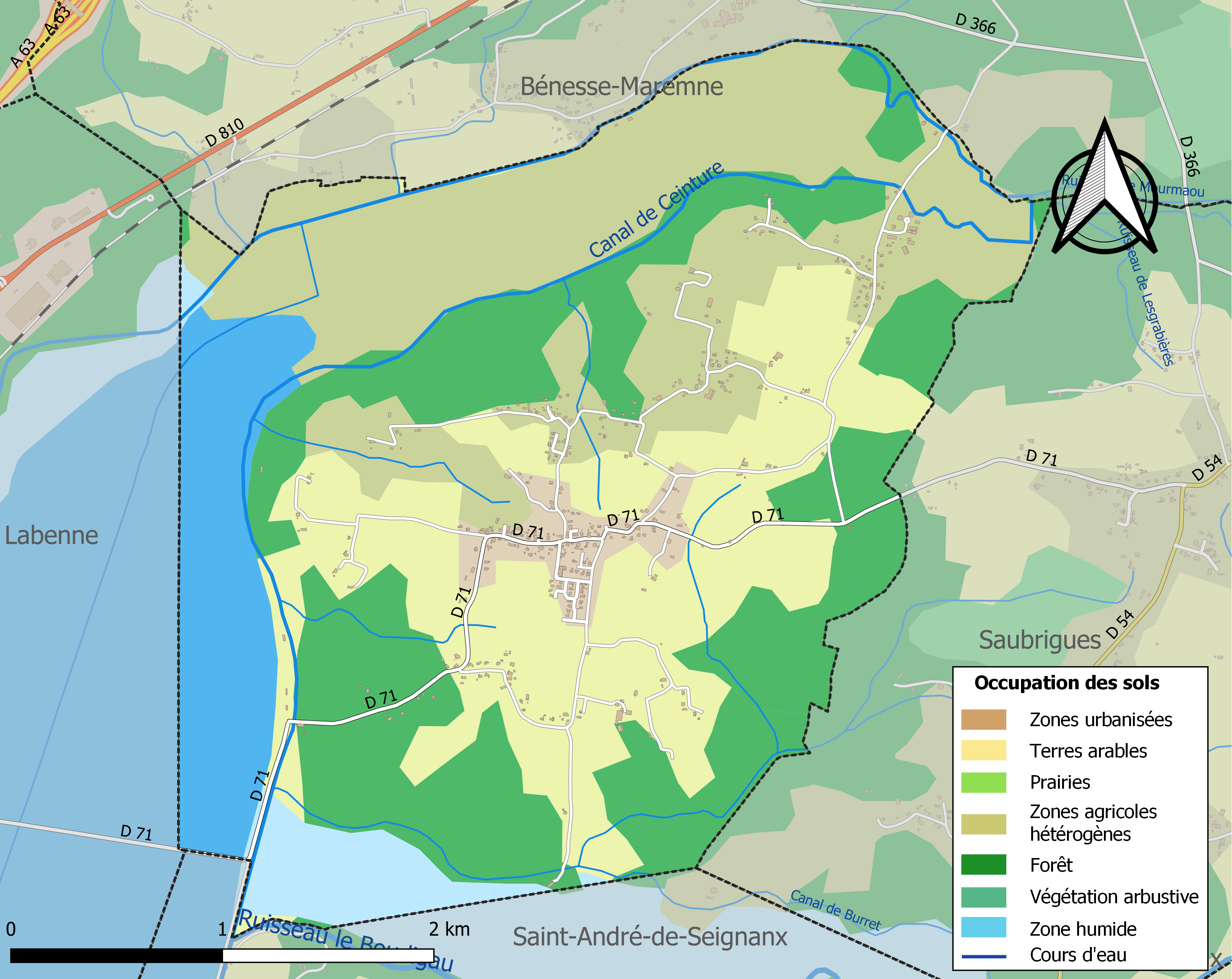
Carte des infrastructures et de l'occupation des sols de la commune en 2018 (CLC).

L'occupation des sols de la commune, telle qu'elle ressort de la base de données européenne d’occupation biophysique des sols Corine Land Cover (CLC), est marquée par l'importance des territoires agricoles (55 % en 2018), en augmentation par rapport à 1990 (47,2 %). La répartition détaillée en 2018 est la suivante : zones agricoles hétérogènes (29,6 %), forêts (28,4 %), terres arables (25,3 %), eaux continentales (9,4 %), zones humides intérieures (4,2 %), zones urbanisées (3 %). L'évolution de l’occupation des sols de la commune et de ses infrastructures peut être observée sur les différentes représentations cartographiques du territoire : la carte de Cassini (XVIIIe siècle), la carte d'état-major (1820-1866) et les cartes ou photos aériennes de l'IGN pour la période actuelle (1950 à aujourd'hui).

### Lieudits et hameaux
Quatre quartiers composent la commune d'Orx :
- le Marais d'Orx ;
- le Quartier des Mangas ;
- le Pey ;
- l'Église.

### Risques majeurs
Le territoire de la commune d'Orx est vulnérable à différents aléas naturels : météorologiques (tempête, orage, neige, grand froid, canicule ou sécheresse), feux de forêts, mouvements de terrains et séisme (sismicité modérée). Un site publié par le BRGM permet d'évaluer simplement et rapidement les risques d'un bien localisé soit par son adresse soit par le numéro de sa parcelle.
Orx est exposée au risque de feu de forêt. Depuis le 20 avril 2016, les départements de la Gironde, des Landes et de Lot-et-Garonne disposent d’un règlement interdépartemental de protection de la forêt contre les incendies. Ce règlement vise à mieux prévenir les incendies de forêt, à faciliter les interventions des services et à limiter les conséquences, que ce soit par le débroussaillement, la limitation de l’apport du feu ou la réglementation des activités en forêt. Il définit en particulier cinq niveaux de vigilance croissants auxquels sont associés différentes mesures,.
Les mouvements de terrains susceptibles de se produire sur la commune sont des tassements différentiels.

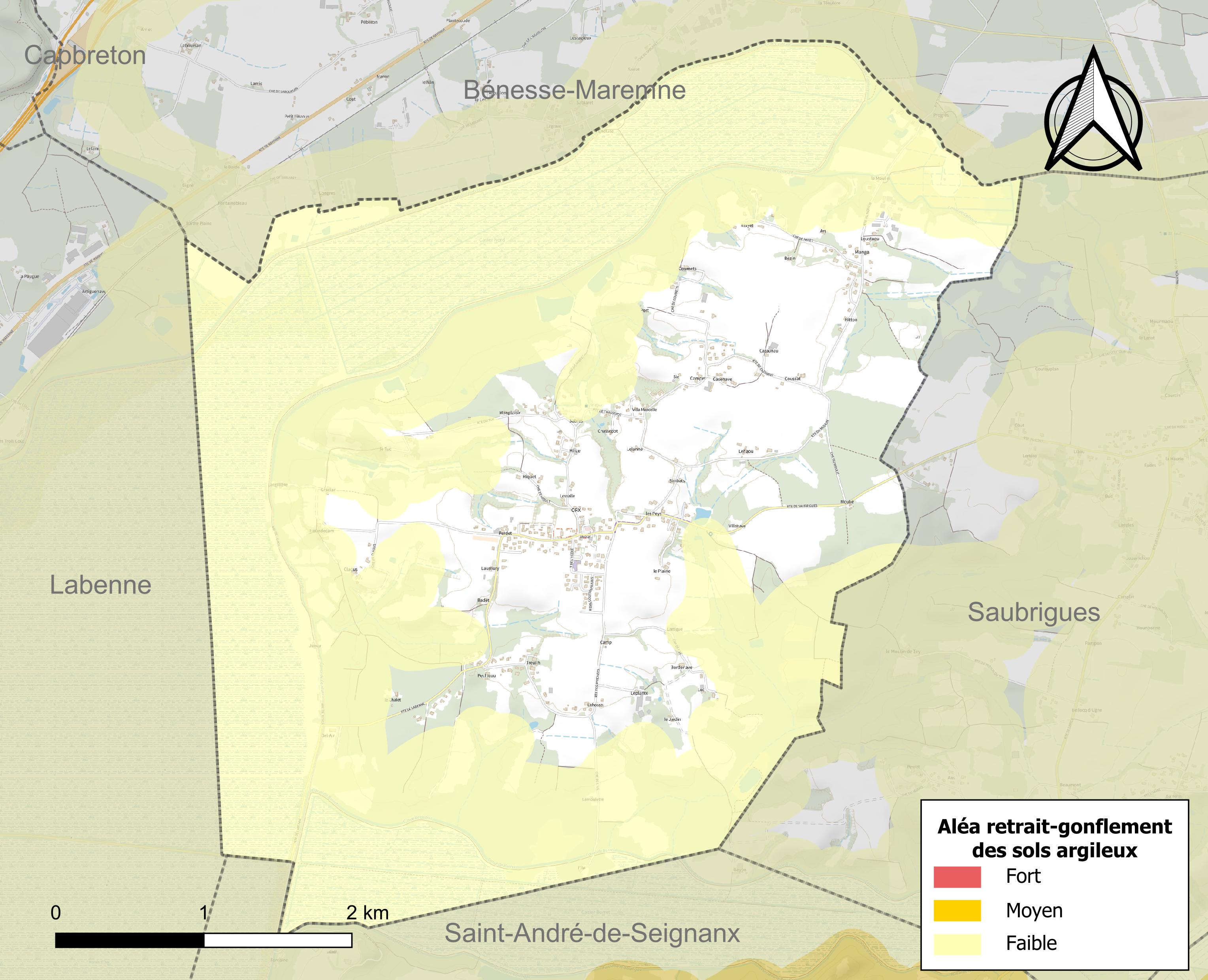
Carte des zones d'aléa retrait-gonflement des sols argileux d'Orx.

Le retrait-gonflement des sols argileux est susceptible d'engendrer des dommages importants aux bâtiments en cas d’alternance de périodes de sécheresse et de pluie. Aucune partie du territoire de la commune n'est en aléa moyen ou fort (19,2 % au niveau départemental et 48,5 % au niveau national). Sur les 277 bâtiments dénombrés sur la commune en 2019,  aucun n'est en aléa moyen ou fort, à comparer aux 17 % au niveau départemental et 54 % au niveau national. Une cartographie de l'exposition du territoire national au retrait gonflement des sols argileux est disponible sur le site du BRGM,.
La commune a été reconnue en état de catastrophe naturelle au titre des dommages causés par les inondations et coulées de boue survenues en 1988, 1992, 1999 et 2009 et par des mouvements de terrain en 1999

## Toponymie
Son nom occitan gascon est Òrcs.

## Histoire
L'histoire d'Orx est celle de son « marais. » Dire que l'on a tenté d'assécher ce marais pendant plus de trois cents ans et qu'après y être parvenu, quelques heures de pluies diluviennes en juin 1988 ont suffi pour faire renoncer les propriétaires à la poursuite de l'assèchement par des techniques de pointe. Les premières tentatives remontent à Henri IV puis Louis XIV. Le domaine, attribué en 1858 au comte Alexandre Colonna Walewski (fils naturel de Napoléon Ier et de la Polonaise Marie Walewska et député des Landes en 1865) a vu alors ses travaux d'assèchement aboutir. Napoléon III racheta le domaine par la suite pour ses fils naturels qu'il eut avec "la belle sabotière" lors de son incarcération au fort de Ham. Le comte d'Orx (1842-1910) qui sera maire de Saint-André-de-Seignanx pendant 25 ans mit définitivement en valeur le domaine. Le domaine fut repris en 1913 par les frères Antoine et Louis Coyola qui développèrent la culture moderne du maïs. Depuis 1972, de nouveaux propriétaires se succédèrent pour aboutir finalement à placer le domaine dans le giron du Conservatoire du littoral en 1990. Depuis, classé en réserve naturelle, c'est le royaume de plus de 200 espèces d'oiseaux. La maison du Marais est à la disposition de tous les visiteurs pour fournir tous les renseignements nécessaires (en travaux jusqu'en 2015). Au village, l'église romane fortifiée du XIIe siècle vous surprendra par sa simplicité et son originalité. L'espace Robert-Dicharry, à la sortie du village vers Saubrigues, offre un havre de paix où l'on peut se détendre en pêchant dans un environnement enchanteur

## Politique et administration

### Liste des maires
| Période                                  | Période  | Identité          | Étiquette | Qualité                 |
| ---------------------------------------- | -------- | ----------------- | --------- | ----------------------- |
| avant 1981                               | ?        | Robert Dunoguiez  | PS        |                         |
| 2004                                     | 2020     | Francis Lapebie   | PS        | Cadre bancaire retraité |
| 2020                                     | En cours | Bertrand Desclaux |           |                         |
| Les données manquantes sont à compléter. |          |                   |           |                         |

### Politique environnementale
Dans son palmarès 2024, le Conseil national de villes et villages fleuris de France a attribué une fleur à la commune.

## Démographie
L'évolution du nombre d'habitants est connue à travers les recensements de la population effectués dans la commune depuis 1793. Pour les communes de moins de 10 000 habitants, une enquête de recensement portant sur toute la population est réalisée tous les cinq ans, les populations de référence des années intermédiaires étant quant à elles estimées par interpolation ou extrapolation. Pour la commune, le premier recensement exhaustif entrant dans le cadre du nouveau dispositif a été réalisé en 2006.

En 2022, la commune comptait 650 habitants, en évolution de +6,91 % par rapport à 2016 (Landes : +5,78 %, France hors Mayotte : +2,11 %).
| 1793 | 1800 | 1806 | 1821 | 1831 | 1836 | 1841 | 1846 | 1851 |
| ---- | ---- | ---- | ---- | ---- | ---- | ---- | ---- | ---- |
| 379  | 428  | 415  | 423  | 425  | 437  | 444  | 457  | 459  |

| 1856 | 1861 | 1866 | 1872 | 1876 | 1881 | 1886 | 1891 | 1896 |
| ---- | ---- | ---- | ---- | ---- | ---- | ---- | ---- | ---- |
| 454  | 505  | 506  | 554  | 566  | 569  | 538  | 537  | 519  |

| 1901 | 1906 | 1911 | 1921 | 1926 | 1931 | 1936 | 1946 | 1954 |
| ---- | ---- | ---- | ---- | ---- | ---- | ---- | ---- | ---- |
| 523  | 491  | 490  | 425  | 415  | 407  | 398  | 353  | 331  |

| 1962 | 1968 | 1975 | 1982 | 1990 | 1999 | 2006 | 2011 | 2016 |
| ---- | ---- | ---- | ---- | ---- | ---- | ---- | ---- | ---- |
| 338  | 347  | 320  | 342  | 370  | 422  | 454  | 547  | 608  |

| 2021 | 2022 | - | - | - | - | - | - | - |
| ---- | ---- | - | - | - | - | - | - | - |
| 645  | 650  | - | - | - | - | - | - | - |

## Lieux et monuments
- L'église Saint-Martin d'Orx.
- Le marais d'Orx.
- Le lac Robert-Dicharry.

## Personnalités liées à la commune
- Eugène Bure (1843-1910), comte d'Orx.